# Patrick Möschl
Patrick Möschl (Saalfelden am Steinernen Meer, 6 marzo 1993) è un calciatore austriaco, attaccante dell'Oldenburg.

## Carriera

### Club
Cresciuto nel Ried, nel 2017 si trasferisce alla Dinamo Dresda, con cui firma un contratto biennale.

### Nazionale
Ha giocato nella nazionale austriaca Under-21.

## Statistiche

### Presenze e reti nei club
Statistiche aggiornate al 4 aprile 2018.
| Stagione        | Squadra         | Campionato      | Campionato | Campionato | Coppe nazionali | Coppe nazionali | Coppe nazionali | Coppe continentali | Coppe continentali | Coppe continentali | Altre coppe | Altre coppe | Altre coppe | Totale | Totale | Totale |
| Stagione        | Squadra         | Comp            | Pres       | Reti       | Comp            | Pres            | Reti            | Comp               | Pres               | Reti               | Comp        | Pres        | Reti        | Pres   | Reti   |        |
| --------------- | --------------- | --------------- | ---------- | ---------- | --------------- | --------------- | --------------- | ------------------ | ------------------ | ------------------ | ----------- | ----------- | ----------- | ------ | ------ | ------ |
| 2012-2013       | Ried            | BL              | 3          | 0          | CA              | -               | -               | -                  | -                  | -                  | -           | -           | -           | 3      | 0      |        |
| 2013-2014       | Ried            | BL              | 25         | 4          | CA              | 3               | 0               | -                  | -                  | -                  | -           | -           | -           | 28     | 4      |        |
| 2014-2015       | Ried            | BL              | 23         | 3          | CA              | 1               | 0               | -                  | -                  | -                  | -           | -           | -           | 24     | 3      |        |
| 2015-2016       | Ried            | BL              | 20         | 2          | CA              | 2               | 0               | -                  | -                  | -                  | -           | -           | -           | 22     | 2      |        |
| 2016-2017       | Ried            | BL              | 31         | 5          | CA              | 2               | 0               | -                  | -                  | -                  | -           | -           | -           | 33     | 5      |        |
| Totale Ried     | Totale Ried     | Totale Ried     | 102        | 14         |                 | 8               | 0               |                    | -                  | -                  |             | -           | -           | 110    | 14     |        |
| 2017-2018       | Dinamo Dresda   | ZL              | 11         | 1          | CG              | 1               | 0               | -                  | -                  | -                  | -           | -           | -           | 12     | 1      |        |
| Totale carriera | Totale carriera | Totale carriera | 201        | 5          |                 | 17              | 2               |                    | -                  | -                  |             | -           | -           | 122    | 15     |        |